# 马召镇
马召镇，是中华人民共和国陕西省西安市周至縣下辖的一个乡镇级行政单位。

## 行政区划
马召镇下辖以下地区：
马召社区、东火村、崇耕村、中兴村、桃李坪新村、金盆村、武家庄村、涌泉村、汤房村、红崖头村、焦楼村、郭寨村、纪联村、东富饶村、上马村、四群村、营东村、营西村、上孟家村、群三兴村、群兴村、西富饶村、三家庄村、仁烟村、枣林村、辛口村、熨斗村、虎峪村和仓峪村。